# Edificio National Newark
El edificio National Newark es un rascacielos de oficinas en la ciudad de Newark, la más poblada de Nueva Jersey (Estados Unidos). Ha sido el edificio más alto de Newark desde 1931 y fue el más alto de Nueva Jersey hasta 1989. Con treinta y cinco pisos, tiene una altura de 142 m. Está ubicado en el corazón del Downtown en el número 744 Broad Street, justo al norte del sitio histórico de Four Corners.

## Historia
El edificio fue diseñado en estilos neoclásico y art déco por la firma de arquitectos de padre e hijo, John H. & Wilson C. Ely, que también diseñó el Ayuntamiento de Newark y el American Insurance Company Building. El exterior es principalmente de ladrillo y piedra caliza. La parte superior del edificio está inspirada en el Mausoleo de Halicarnaso, una de las siete maravillas del mundo antiguo. Los diez murales de entrepiso de J. Monroe Hewlett y Charles Gulbrandsen representan el crecimiento del comercio en Newark.
En 1989 la torre Exchange Place se inauguró en Jersey City y desbancó al National Newark Building como el más alto del estado, aunque no como el más alto de Newark.
Se sometió a una renovación de 68 millones de dólares que se completó en 2002. El nuevo poste de acero reforzado se eleva 34 m por encima de la línea del techo, elevando la altura total del edificio y el poste a 176 m.